# Płoty
Płoty ['pwɔtɨ] (deutsch Plathe) ist eine Kleinstadt in der Woiwodschaft Westpommern in Polen. Sie bildet den Hauptort der Gmina Płoty (Gemeinde Plathe) im Powiat Gryficki (Greifenberger Kreis).

## Geographische Lage

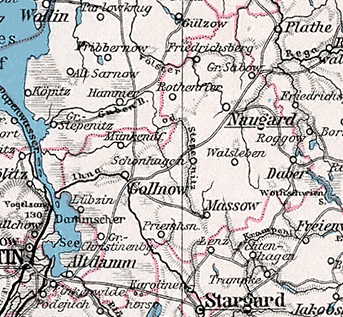
Plathe an der Rega nordöstlich von Naugard auf einer Landkarte von 1905

Plathe (Plate) an der Rega (Rega fluvius) nordwestlich der Stadt Regenwalde (Regenwolde) auf der Landkarte des Eilhard Lubinus von 1618 (Ausschnitt)

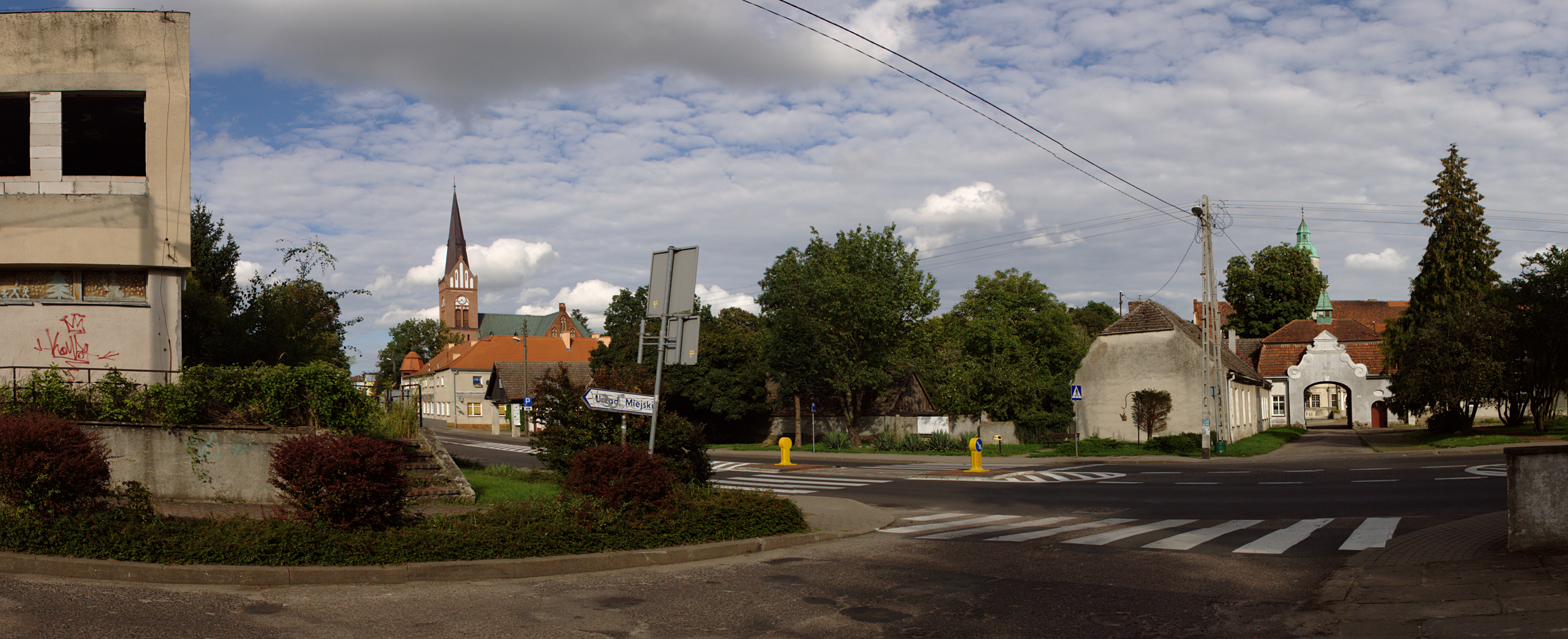
Zentrum von Płoty mit Verklärungskirche (links) und Neuem Schloss (rechts)

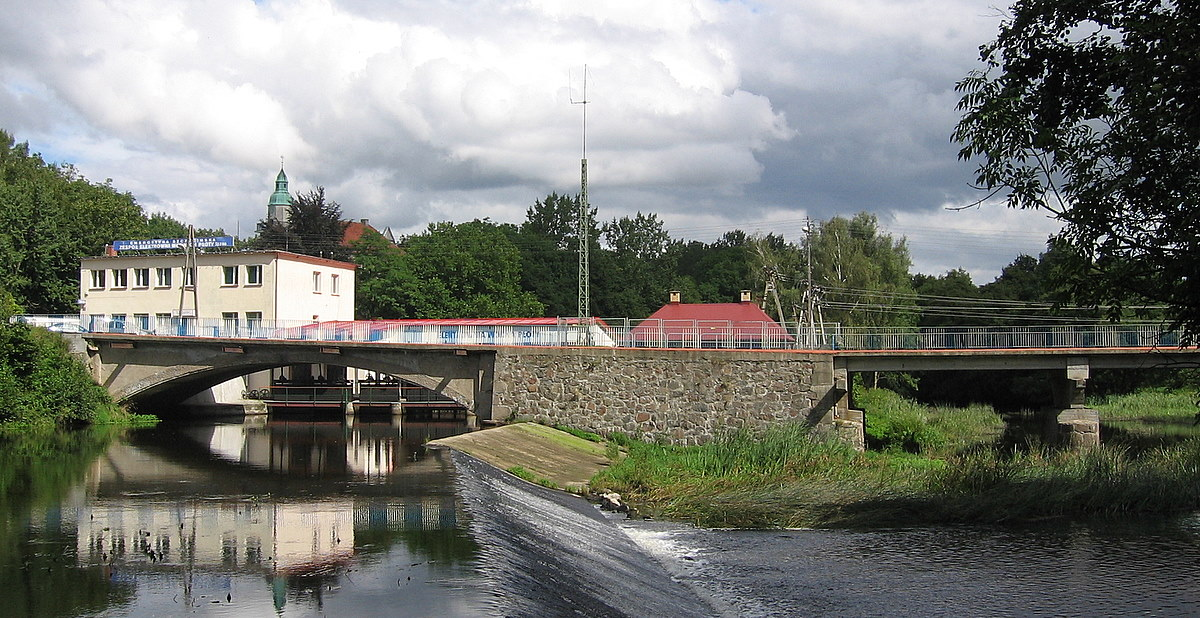
Brücke über die Rega in Płoty

Die Stadt liegt in Hinterpommern, 75 Kilometer nordöstlich von Stettin am Fluss Rega, der oberhalb der Stadt zu einem Stausee aufgestaut wird.

## Geschichte
Das Stadtbild von Płoty prägen zwei Burgen, die darauf hinweisen, dass die Stadt zeitweise von zwei Burgherren beherrscht wurde. Dies war von 1577 bis 1731 der Fall, als sowohl die Familien von der Osten als auch die Familien von Blücher sich die Herrschaft über Plathe teilten.
In Plathe wurden bei Grabungen arabische Münzen aus dem 10. Jahrhundert gefunden, die vermuten lassen, dass sich dort schon sehr früh ein Handelsplatz befunden haben muss. Im Zuge der von den pommerschen Herzögen veranlassten Ostkolonisation wurde Dubislaw von Woedtke im letzten Drittel des 13. Jahrhunderts mit der Besiedlung am Mittellauf der Rega beauftragt. Unter Herzog Barnim I. erhielt die Siedlung Plathe das lübische Stadtrecht, 160 Hufen Landbesitz und für zwölf Jahre Abgabenfreiheit. Im Vertrag von Vierraden gab Herzog Bogislaw IV. von Pommern 1284 die Stadt an die Adelsfamilie von Wedell ab. Diese veräußerte Plathe 1367 weiter an die Familie von der Osten.
190 Jahre später, im Jahr 1577, war Wedige von der Osten gezwungen, die Familienburg und einen Teil der Stadt an Hermann von Blücher zu verkaufen. Von der Osten baute sich ein paar hundert Meter von seinem alten Schloss entfernt ein neues Schloss, das der Familie bis zur Vertreibung 1945 gehörte. Das jetzige „neue Schloss“ ist jedoch erst ein Bau des frühen 20. Jahrhunderts. Die geteilte Herrschaft über Plathe endete, als Matthias Conrad von der Osten (1691–1748), Geheimer Finanzrat und Chefpräsident der kurmärkischen Kriegs- und Domänenkammer zu Berlin, 1731 die letzte Erbin der Familie von Blücher heiratete und damit die beiden Besitztümer vereinigt wurden.
In der zweiten Hälfte des 18. Jahrhunderts verschaffte der preußische Kammerherr Friedrich Wilhelm von der Osten der Stadt Plathe landesweite Geltung mit der von ihm geschaffenen „Pommerschen Bibliothek“, die mit 12.000 Büchern, zahlreichen Gemälden und Tapisserien zu den größten privaten Sammlungen in Pommern zählte. Sie wurde bereits zu Beginn des 19. Jahrhunderts unter staatlichen Schutz gestellt und so vor Zerstreuung bewahrt. Die kam allerdings im Frühjahr 1945, als es dem damaligen Besitzer, Karl von Bismarck-Osten nur gelang, einen Teil zu evakuieren. Größere Teile der Bibliothek befinden sich deshalb heute in der Universitätsbibliothek Łódź und der Polnischen Nationalbibliothek in Warschau, ein Teil der Handschriftensammlung im Landesarchiv Greifswald (Rep. 42 Plathe) und Teile der sonstigen Kunstsammlungen, z. B. die Porträts der pommerschen Herzöge, im Pommerschen Landesmuseum in Greifswald.
Ab 1818 befand sich Plathe in dem durch die preußische Verwaltungsreform geschaffenen Kreis Regenwalde. Durch die 1882 fertiggestellten Eisenbahnstrecken nach Altdamm und Greifenberg i. Pom. wurde der Anschluss an das pommersche Bahnnetz geschaffen. Im Gegensatz zu anderen Städten in der Nachbarschaft siedelte sich trotz des Bahnanschlusses nur wenig Industrie an. Nach Beendigung des Ersten Weltkrieges entstanden an den Ausfallstraße neue Wohnsiedlungen. Anfang des 20. Jahrhunderts wurden die Schlossanlagen durch Karl von Bismarck-Osten zur größten Schloss- und Parkanlage Hinterpommerns ausgebaut. 
Die Gemarkung der Stadtgemeinde Plathe hatte um 1930 eine Flächengröße von 17,9 km². Im Stadtgebiet standen insgesamt 346 bewohnte Wohnhäuser an zehn verschiedenen Wohnstätten:
1. Bahnhof Plathe
2. Berndtshof
3. Henkenheide
4. Hermannsthal
5. Johannisberg
6. Lindenhof
7. Mackfitzer Feld
8. Plathe
9. Stadthof
10. Wilksfreude

Gegen Ende des Zweiten Weltkriegs besetzte im März 1945 die Rote Armee kampflos die Stadt. Anschließend wurde Plathe zusammen mit ganz Hinterpommern von der sowjetischen Besatzungsmacht der Volksrepublik Polen zur Verwaltung überlassen. Plathe wurde nun in Płoty umbenannt. Bis Juli 1945 wurden die Einwohner Plathes von der polnischen Administration aus der Stadt vertrieben.

### Demographie

Einwohnerzahlen 1740–1987

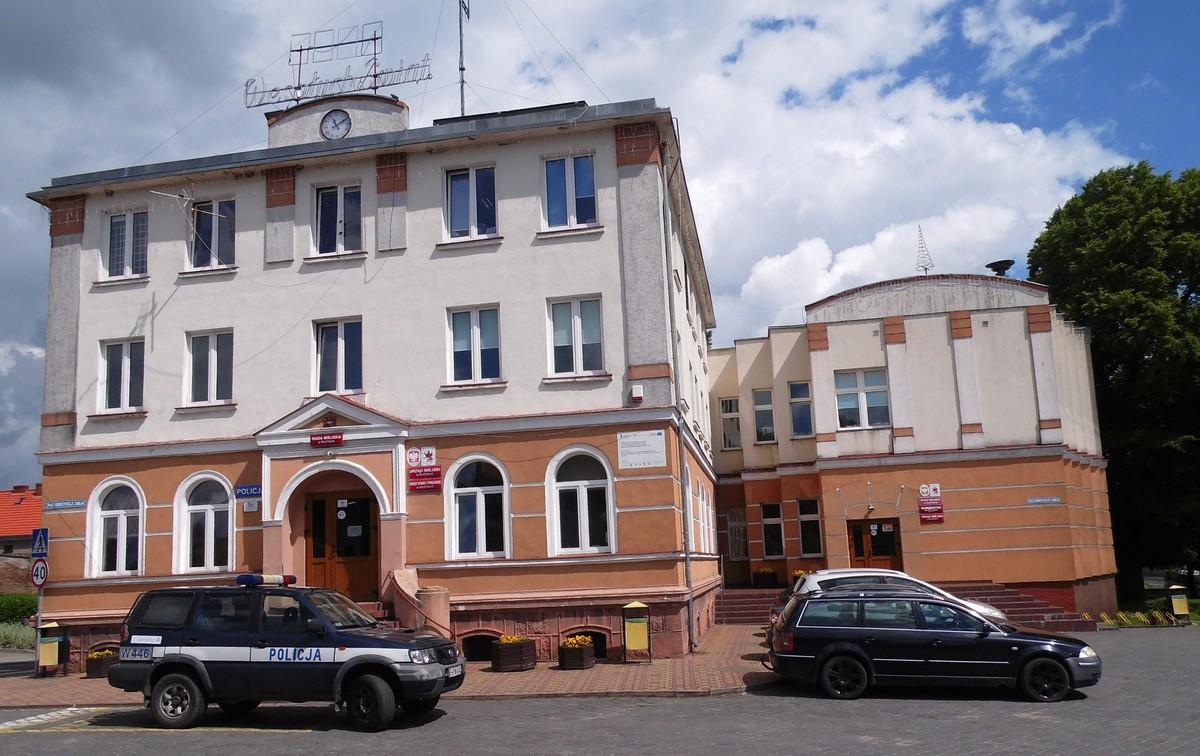
Rathaus von Płoty

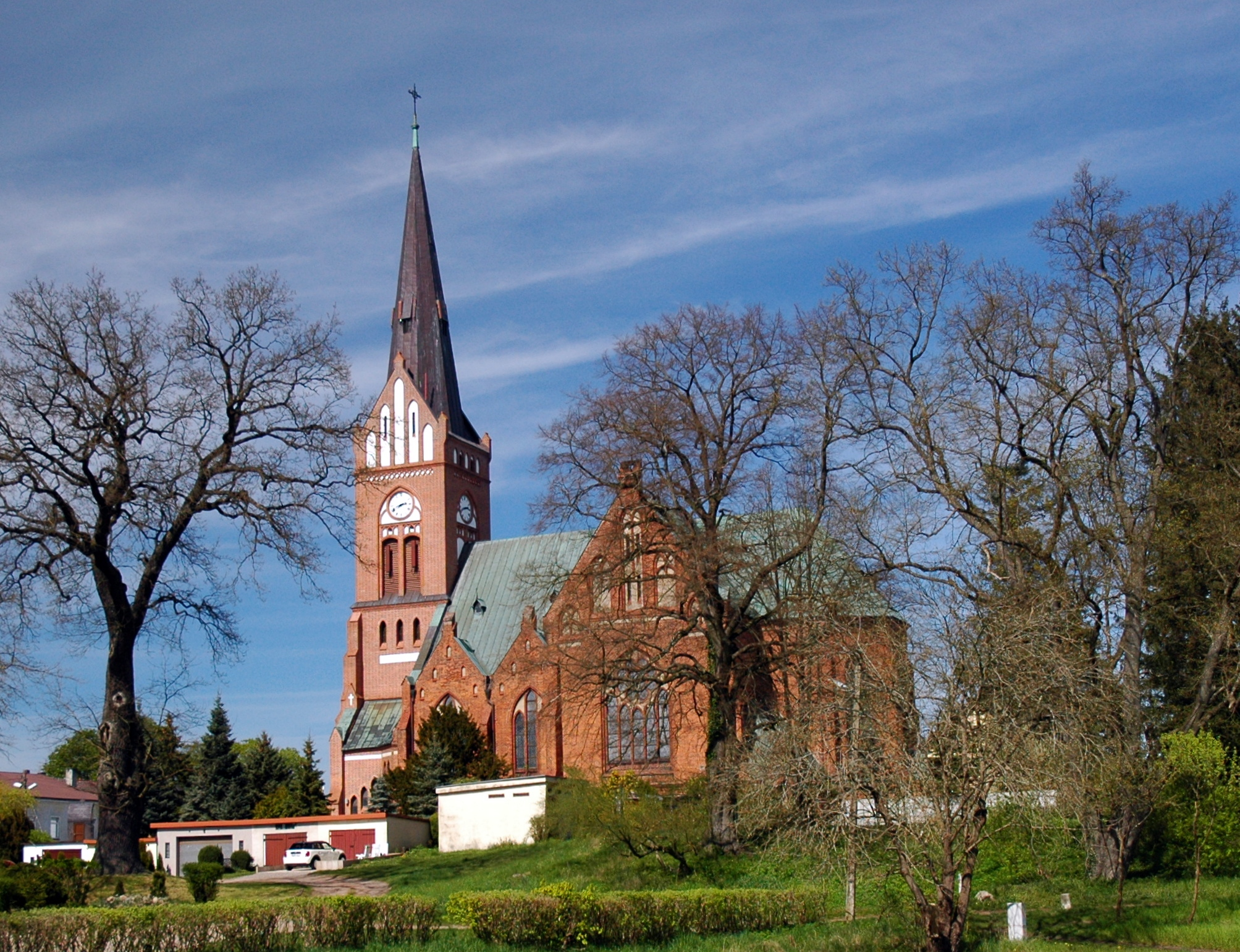
Verklärungskirche

| Jahr | Einwohner | Anmerkungen                             |
| ---- | --------- | --------------------------------------- |
| 1740 | 0600      | [ 3 ]                                   |
| 1782 | 0590      | darunter 16 Juden                       |
| 1794 | 0681      | darunter 16 Juden                       |
| 1812 | 0795      | darunter drei Katholiken und zehn Juden |
| 1816 | 0802      | darunter vier Katholiken und 18 Juden   |
| 1831 | 1420      | darunter drei Katholiken und 37 Juden   |
| 1843 | 1771      | darunter zwei Katholiken und 37 Juden   |
| 1852 | 2031      | darunter sechs Katholiken 75 Juden      |
| 1861 | 2227      | darunter neun Katholiken und 58 Juden   |
| 1875 | 2137      | [ 4 ]                                   |
| 1880 | 2226      | [ 4 ]                                   |
| 1925 | 3315      | darunter 27 Katholiken und 18 Juden     |
| 1933 | 3670      | [ 4 ]                                   |
| 1939 | 3653      | [ 4 ]                                   |

### Kirchspiel
Das Kirchspiel war von der Reformation an bis zum Ende des Zweiten Weltkriegs evangelisch und gehörte zur Synode Greifenberg. Aus Urkunden der Familie Osten sind die Namen einiger Personen überliefert, die seit der Reformation in Plathe Priester waren.
Priester seit der Reformation

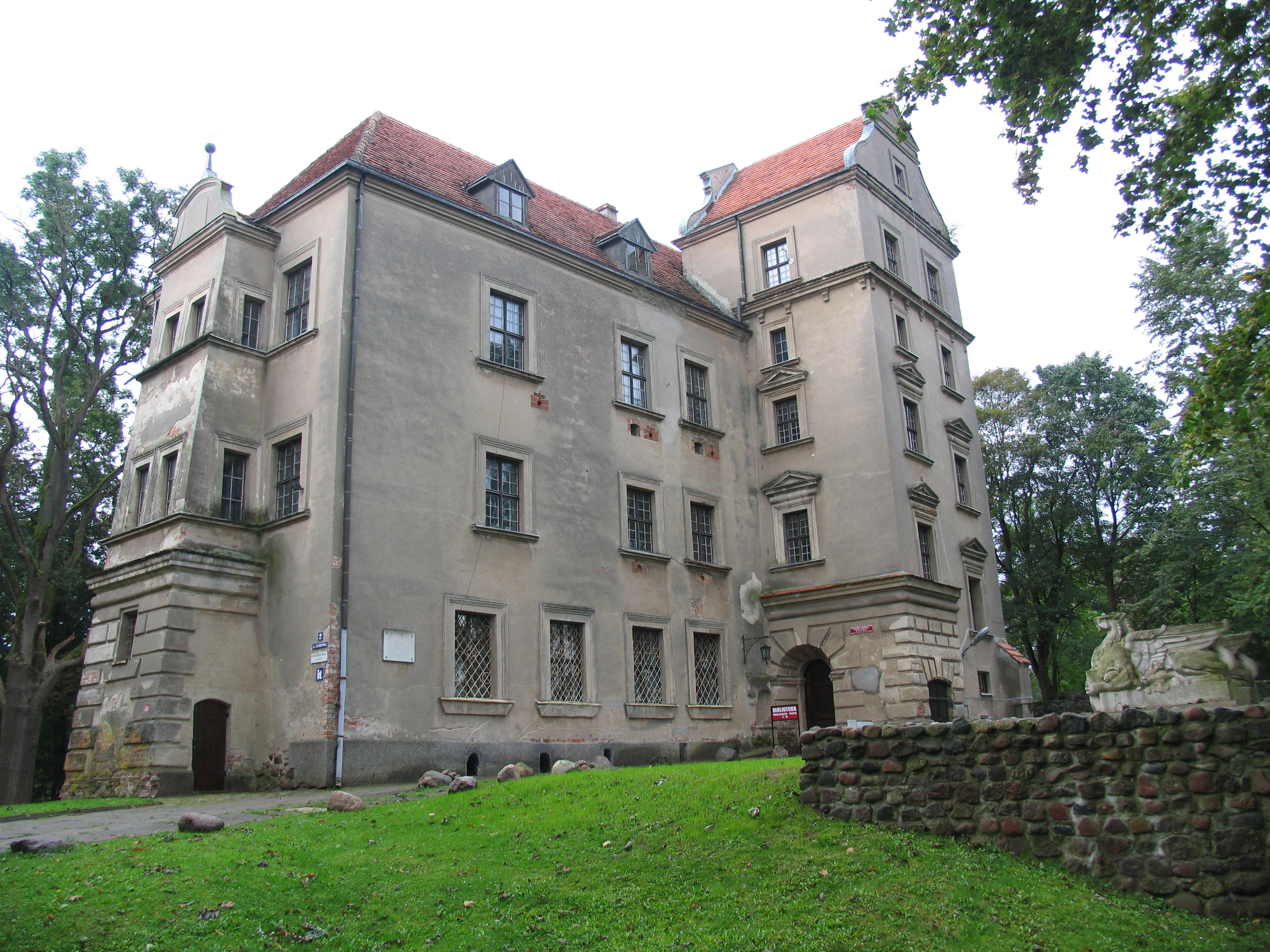
Altes Schloss (Blücherschloss)

- Dinies Volckmar, † 1553 am Mittwoch nach Laetare[5]
- Ambrosius Quappe[5]
- Magister Gregorius Berckholtz, lebte 1606 und 1625[5]
- Daniel Crüger, aus Belgard in Hinterpommern, 1631[5]
- Matthias Fabricius von Daber, 1640 (verließ das Pfarramt heimlich aus persönlichen Gründen und soll in Wittenberg verstorben sein).[5]
- Johann Crüger (Sohn des oben genannten Predigers Daniel Crüger), 1661–1700, † 2. Dezember 1700 nach 40-jähriger Amtszeit im Alter von 68 Jahren und drei Monaten, war 18 Jahre lang Senior der Synode Greifenberg gewesen[5]
- Magister Johann Ventzke (Sohn eines Predigers aus Güntershagen bei Dramburg), 1701–1737, † 22. März 1737 nach 35-jähriger Amtszeit im Alter von 71 Jahren[5]

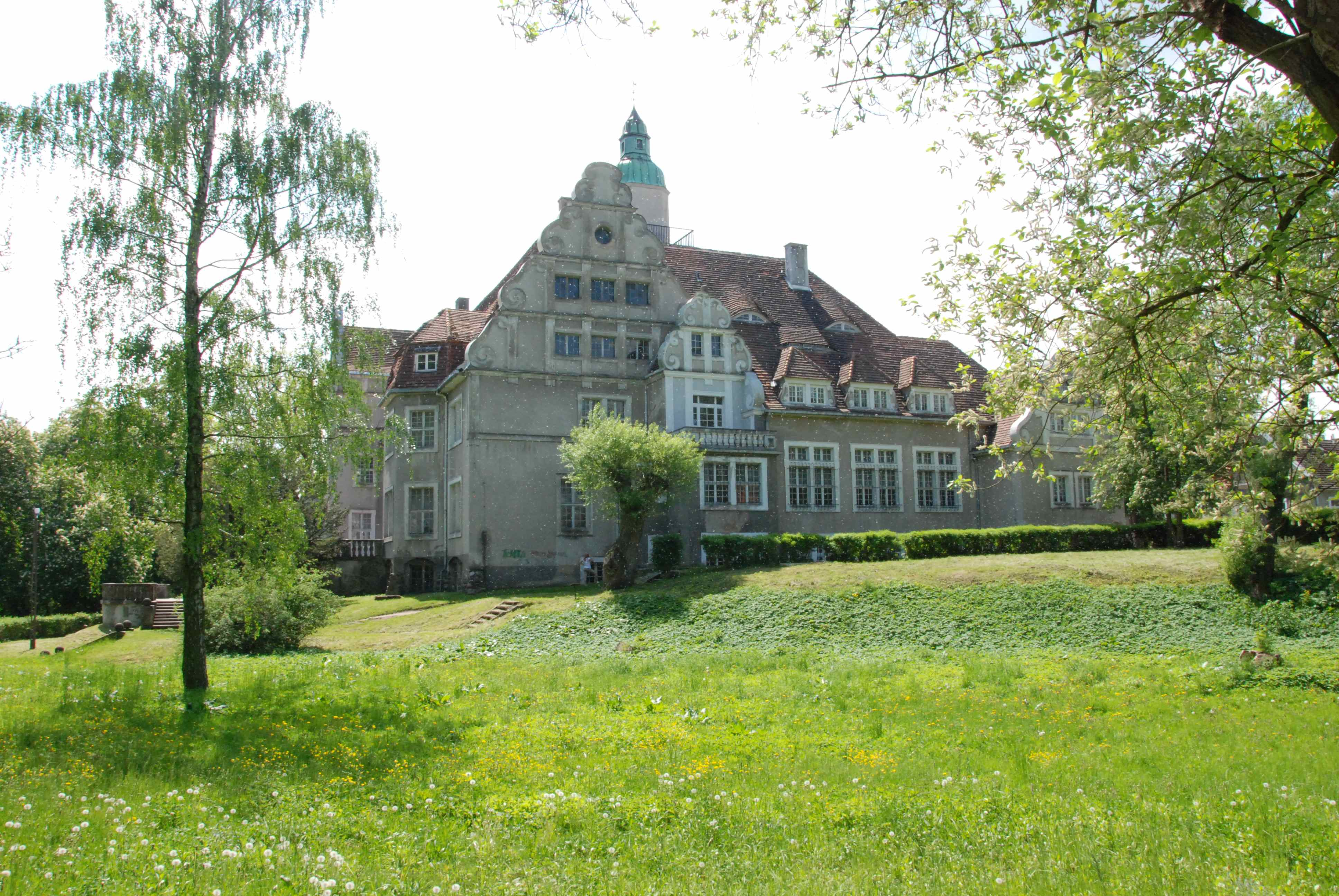
Neues Schloss (Ostenschloss)

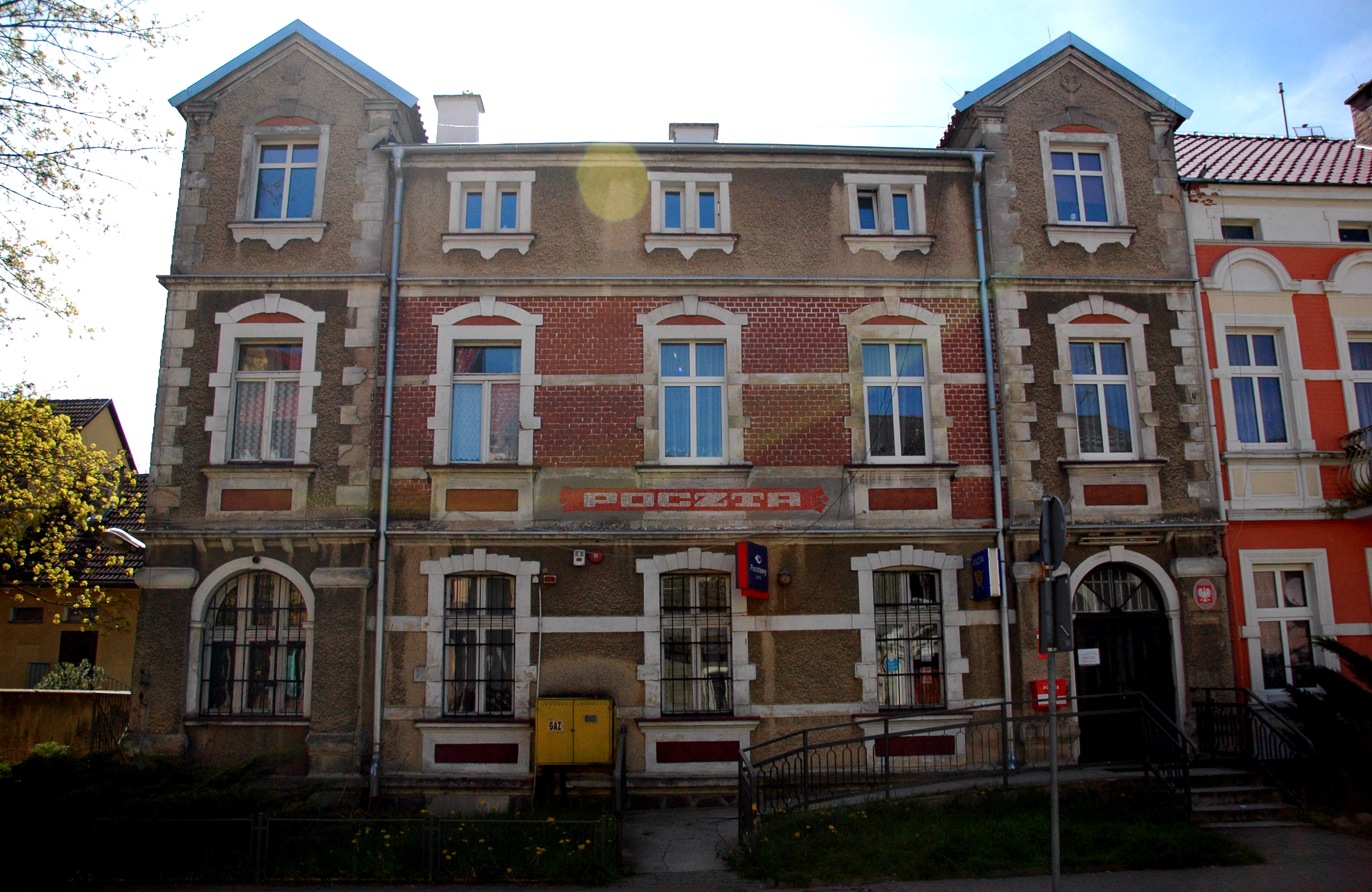
Postgebäude

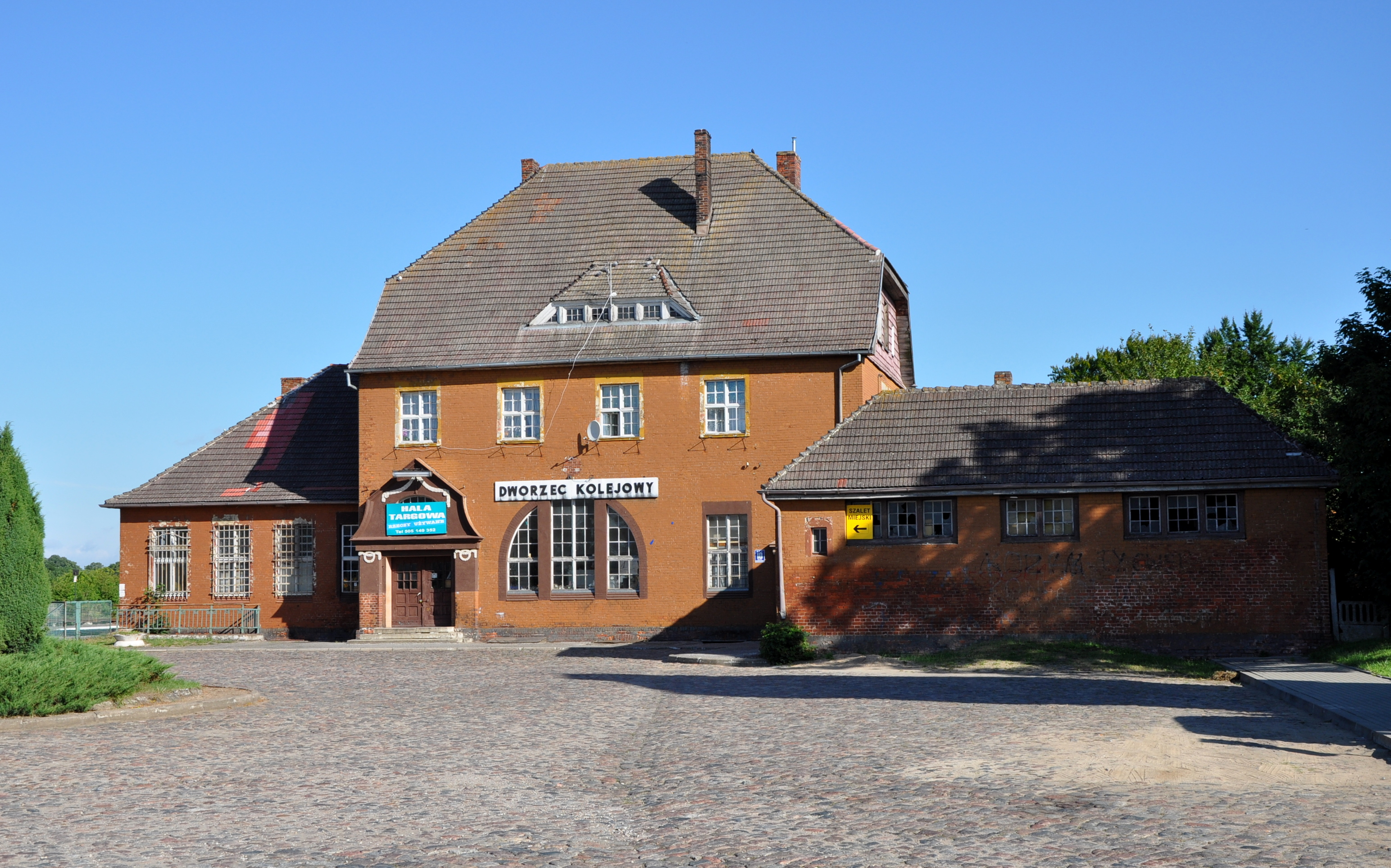
Bahnhof Płoty

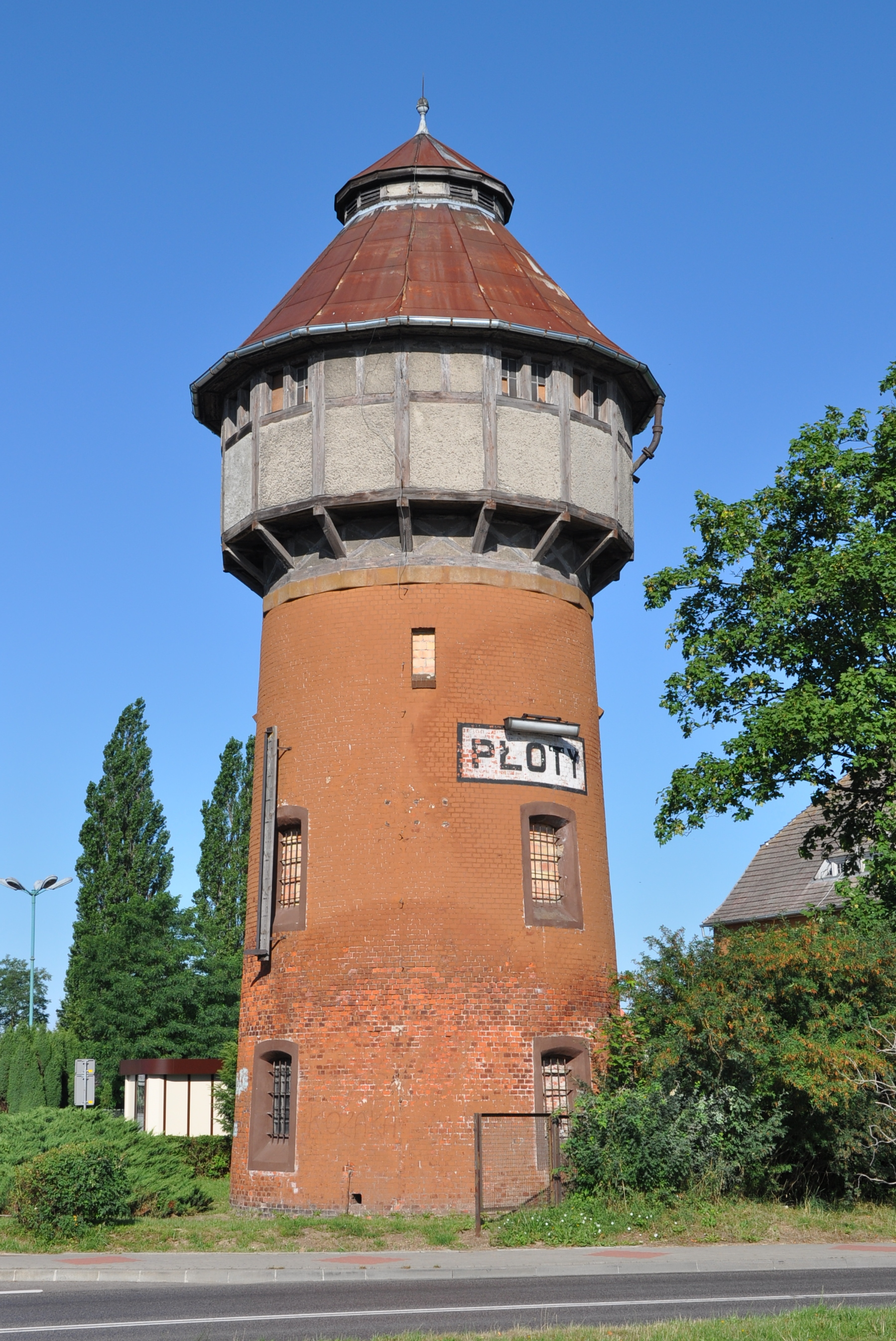
Wasserturm am Bahnhof

## Wappen
Blasonierung: „In Silber der rote pommersche Greif.“
Bei dem Sigillum Civitatis Plote aus dem 14. Jahrhundert erscheint zwischen den Vorder- und Hinterfüßen des linkshin gekehrten Greifen eine Kleestaude. Auch ein mit 1697 bezeichnetes Stadtsiegel und das Gerichtssiegel von 1599 wiederholen dies Bild, während die neueren Siegel die Pflanze weglassen und den Greif rechtshin wenden.

## Sehenswürdigkeiten
- Das 1860 durch Brandstiftung zerstörte Alte Schloss der Familie Blücher aus der Zeit der Renaissance wurde von 1959 bis 1967 wiederhergestellt. Es ist ein dreigeschossiger Bau, der mit Säulen und Löwenköpfen verziert ist.
- Das Neue Schloss der Familien Osten ist ein dreigeschossiger Bau mit rechtwinklig angebauten Flügeln, erbaut von 1606 bis 1618 und später umfangreich erweitert.
- Die bis 1945 evangelische und seitdem katholische Verklärungskirche mit einem 50 Meter hohem Turm wurde 1902/1903 im neugotischen Stil anstelle eines Vorgängerbaus errichtet.

## Verkehr
- Die Nachbarstädte Nowogard (Naugard) und Gryfice (Greifenberg) sind über die Landesstraße 6 (ehemalige deutsche Reichsstraße 2, heute auch Europastraße 28) bzw. die Woiwodschaftsstraße 109 (ehemalige Reichsstraße 161) zu erreichen, die durch Płoty führen.
- In Płoty kreuzen sich die Bahnlinien Nr. 402 Goleniów (Gollnow) – Kołobrzeg (Kolberg) – Koszalin (Köslin) und die nicht mehr in Betrieb befindliche Nr. 420 von Worowo (Wurow) nach Wysoka Kamieńska (Wietstock).

## Städtepartnerschaften
Es besteht eine Städtepartnerschaft mit der schleswig-holsteinischen Stadt Niebüll.

## Persönlichkeiten

### Söhne und Töchter der Stadt
- Leonhard von Knobelsdorff-Brenkenhoff (1823–1888), preußischer Generalmajor und Kommandeur einer Kavallerie-Brigade
- Fritz Köpke (1902–1991), deutscher Leichtathlet, Teilnehmer der Olympischen Spiele 1928

### Mit der Stadt verbunden
- Amandus Karl Vanselow (1699–1771), Bürgermeister von Plathe von 1729 bis 1767, Verfasser pommerscher Personenlexika
- Walter Goehtz (1878–1946), deutscher Verwaltungsbeamter, Bürgermeister von Plathe von 1906 bis 1911